# مقاطعة أوريينا
أوريينا هي مقاطعة في الإكوادور والعاصمة هي بويرتو فرانسيسكو دي أوريانا (المعروفة أيضا باسم كوكا). أنشئت في 30 يوليو 1998 من جزء من مقاطعة نابو.
اسم المحافظة مستمد من المستكشف فرانسيسكو دي أوريانا الذي قال أنه قد أبحر من مكان ما بالقرب من مدينة إلى المحيط الأطلسي. فعل هذه الرحلة عدة مرات بحثا عن مدينة إلدورادو الذهبية وبحثا عن غابة جوزة الطيب المزعومة وفي ذلك الوقت كانت التوابل مكلفة للغاية. خلال رحلاته التقى قبيلة شرسة من الهنود الذين هاجموا سفنه وكثير منهم من النساء.

## الكانتونات
تنقسم المقاطعة إلى 4 كانتونات، تنقسم بدورها إلى أبرشيات حضرية وريفية.:
| الكانتون                     | المساحة   | السكان (تعداد 2010) | الأبرشيات |
| ---------------------------- | --------- | ------------------- | --------- |
| كانتون فرانسيسكو دي أوريلانا | 6955 كم٢  | 72795 نسمة          | 12        |
| كانتون لوريتو                | 2217 كم²  | 21163 نسمة          | 6         |
| كانتون جويا دي لوس ساشاس     | 1،195 كم٢ | 37591 نسمة          | 9         |
| كانتون أجواريكو              | 11480 كم٢ | 4847 نسمة           | 6         |